# Кардаччо, Альберто
Альберто Виктор Кардаччо Траверса (26 августа 1949 — 28 января 2015, Монтевидео) — уругвайский футболист, опорный полузащитник.

## Биография

### Клубная карьера
Альберто Кардаччо по прозвищу «Боча» является воспитанником «Данубио» из Монтевидео. Он играл за молодёжный состав клуба с 1964 года, который выступал в четвёртом-пятом дивизионе. В 1967 году в возрасте 17 лет он был принят в первую команду Рафаэля Миланса. В 1969 году команда вылетела из Примеры, но в следующем году вернулась в элиту. В 1974 году он покинул «Данубио». С 1974 по 1975 год он был игроком аргентинского клуба «Расинг Авельянеда», за который сыграл 30 матчей. Сезоны 1975/76 и 1976/77 он провёл в Мексике с «Унион де Куртидорес», в течение этого периода забил 14 голов в 66 играх. Позже он перешёл в другой мексиканский клуб, «Атлас». В сезоне 1977/78 он провёл 26 игр и забил семь голов. Следующий сезон он отыграл «Пуэбле», 30 матчей и два гола в высшей лиге. Затем он провёл ещё три сезона в «Монтеррее».

### Национальная сборная
Кардаччо представлял Уругвай на молодёжном Кубке Америки 1967. В основной сборной он провёл 19 матчей с 31 мая 1972 по 19 июня 1974 года, голов не забивал. Кардаччо представлял свою страну на чемпионат мира 1974 года. Он вышел на замену в матче группового этапа против Болгарии.

## Личная жизнь и годы после завершения карьеры
После ухода со спорта Кардаччо работал тренером молодёжного состава «Данубио», а в 1985 году был помощником тренера Роберто Репетто. В 2007 году он работал помощником тренера «Суд Америка».
Его сын Виктор Альберто Кардаччо также играл в молодёжной команде «Данубио». Кроме того, футболистами были брат Альберто, Хорхе Даниэль Кардаччо, и племянник, Матиас Адольфо Кардасио. Последний также выступал за сборную Уругвая.
Последние годы жизни Альберто Кардаччо работал водителем такси. Он погиб 28 января 2015 года в возрасте 65 лет от полученных травм вследствие ДТП.